# Musikjahr 1964
Liste der Musikjahre

◄◄ | ◄ | 1960 | 1961 | 1962 | 1963 | Musikjahr 1964 | 1965 | 1966 | 1967 | 1968 | ► | ►►

Weitere Ereignisse · Country-Musik
Dieser Artikel behandelt das Musikjahr 1964.

## Ereignisse

### Populäre Musik und Jazz
- 07. Februar: Die Beatles landen auf ihrer ersten Amerika-Reise auf dem New Yorker John F. Kennedy Airport, wo sie auf dem Rollfeld von 5.000 Fans und 200 Journalisten empfangen werden.
- 09. Februar: Die Beatles haben ihren ersten Auftritt im US-Fernsehen. Mit fünf Liedern (All My Loving, Till There Was You, She Loves You, I Saw Her Standing There und I Want to Hold Your Hand) in der Ed Sullivan Show werden sie einem Millionenpublikum bekannt.
- 21. März: Gigliola Cinquetti gewinnt in Kopenhagen mit dem Lied Non ho l’etá für Italien die 9. Auflage des Eurovision Song Contests.
- 28. März: Radio Caroline, das erste Privatradio Großbritanniens, geht von der MV Fredericiaaus auf Sendung; gegründet wurde der Sender von Ronan O’Rahilly.
- 04. April: The Beatles belegen mit ihren Singles Can’t Buy Me Love, Twist and Shout, She Loves You, I Want to Hold Your Hand und Please Please Me die ersten fünf Plätze der US-amerikanischen Single-Hitparade. Dieses seitdem nie wieder erreichte Ereignis gilt als Höhepunkt der „British Invasion“.
- 16. April: Die britische Rockband The Rolling Stones veröffentlicht ihr erstes gleichnamiges Album in Großbritannien und Deutschland.
- 00. Juni: Bob Dylan spielt in einer einzigen Aufnahmesession alle Songs für seine neue LP Another Side of Bob Dylan ein.
- 00. Juni: The Supremes schaffen mit dem Song Where Did Our Love Go den Durchbruch. Sie erreichen erstmals Platz eins der US-Charts und erobern damit den „weißen Musikmarkt“.
- 10. Juli: The Beatles veröffentlichen das Album A Hard Day’s Night.
- 09. Dezember: In einer einzigen Session wird in Rudy Van Gelders Tonstudio die als John Coltranes Meisterwerk geltende Jazz-Suite A Love Supreme aufgenommen.
- 11. Dezember: Der US-amerikanische Soul-Sänger Sam Cooke (Wonderful World, A Change Is Gonna Come) wird unter bis heute ungeklärten Umständen erschossen.
- Marianne Faithfull beginnt ihre Karriere mit As Tears Go By, einer Komposition von Mick Jagger und Keith Richards von den „Rolling Stones“, die sie im März 1964 bei einer Feier anlässlich einer Plattenveröffentlichung der Sängerin Adrienne Poster persönlich kennengelernt hat.

### Klassische Musik und Musiktheater
- 13. Januar: Im Schubert Theatre in Boston wird das Musical Funny Girl von Jule Styne (Musik), Isobel Lennart (Libretto) und Bob Merrill (Songtexte) uraufgeführt. In New York City kommt es das erste Mal am 26. März 1964 im Winter Garden Theatre auf die Bühne.
- 06. April: Die Uraufführung des aus einer Fernsehfassung hervorgegangenen Balletts Die Unterrichtsstunde von Flemming Flindt (Choreografie) und Georges Delerue (Musik) erfolgt an der Opéra-Comique in Paris.
- 24. Juli: Am Teatro Colón in Buenos Aires kommt Alberto Ginasteras Oper Don Rodrigo zur Uraufführung.
- 17. September: Die Uraufführung der Oper Der Zerrissene von Gottfried von Einem findet an der Hamburgischen Staatsoper statt.
- 22. September: Am Broadway in New York City feiert das Musical Anatevka (engl. Originaltitel Fiddler on the Roof) von Jerry Bock (Musik) und Joseph Stein (Buch) mit Liedtexten von Sheldon Harnick Premiere.
- 02. Oktober: Die Premiere des Musicals Dongfang hong (Der Osten ist rot) erfolgt in der Großen Halle des Volkes in Peking.
- 30. November: In Frankfurt am Main erfolgt die Uraufführung der komischen Oper Das Ende einer Welt von Hans Werner Henze.
- Das Festival Maribor findet erstmals statt.

### Film und Fernsehen
- 06. Juli: Im London Pavilion feiert Richard Lesters Mockumentary A Hard Day’s Night über die Beatles Premiere.
- 29. August: In den Kinos der Vereinigten Staaten startet der von Walt Disney produzierte Film Mary Poppins, zwei Tage nach seiner Erstaufführung in Los Angeles. Die Walt-Disney-Produktion basiert in wesentlichen Teilen auf den ersten beiden Mary-Poppins-Romanen von P. L. Travers, ergänzt um Lieder und Musik von Richard M. Sherman und Robert B. Sherman. Die Komponisten-Brüder werden ebenso mit einem Oscar ausgezeichnet wie Julie Andrews, für die mit der Darstellung der Titelfigur die Weltkarriere beginnt.
- 21. Oktober: My Fair Lady mit Audrey Hepburn kommt in die deutschen Kinos.
- Das Gespenst von Canterville – deutsche Opern-Fernseh-Verfilmung der gleichnamigen Erzählung von Oscar Wilde
- T.A.M.I. Show – US-amerikanischer Konzertfilm von Steve Binder

## Musikcharts

### Deutschland
| Position | Singles                                                                                             |
| -------- | --------------------------------------------------------------------------------------------------- |
|          | |
| 1        | Liebeskummer lohnt sich nicht Siw Malmkvist                                                         |
| 2        | Das kannst du mir nicht verbieten / You Can Never Stop Me Loving You Bernd Spier / Johnny Tillotson |
| 3        | Oh, My Darling Caroline Ronny                                                                       |
| 4        | I Want to Hold Your Hand (Komm gib mir deine Hand) The Beatles                                      |
| 5        | Gib mir dein Wort Freddy                                                                            |
| 6        | Shake Hands Drafi Deutscher                                                                         |
| 7        | Wenn die Cowboys träumen Marika Kilius                                                              |
| 8        | Sag “No” zu ihm Cliff Richard                                                                       |
| 9        | Dominique Sœur Sourire                                                                              |
| 10       | A-me-ri-ca Trini Lopez                                                                              |

Die längsten Nummer-eins-Singles
Lieder, die die meiste Zeit während eines anderen Jahres auf Platz 1 der Charts verbrachten, werden hier nicht aufgeführt.
1. Siw Malmkvist – Liebeskummer lohnt sich nicht (3 Monate)
2. The Beatles – I Want to Hold Your Hand (Komm gib mir deine Hand); Ronny – Oh, My Darling Caroline; Johnny Rivers / Bernd Spier / Claudio, Rik und Roger – Memphis, Tennessee (jeweils 2 Monate)

Alle weiteren Lieder waren einen Monat auf Platz 1 gelistet.
Die längsten Nummer-eins-Alben
Alben, die die meiste Zeit während eines anderen Jahres auf Platz 1 der Charts verbrachten, werden hier nicht aufgeführt.
1. The Beatles – With the Beatles (6 Monate)
2. The Beatles – A Hard Day’s Night (3 Monate)

Alle weiteren Alben waren einen oder einen halben Monat auf Platz 1 gelistet.
Alle Nummer-eins-Hits und die Hits des Jahres

### Österreich
| Position | Singles                                                        |
| -------- | -------------------------------------------------------------- |
|          |                                                                |
| 1        | Lass die kleinen Dinge Kaplan Alfred Flury                     |
| 2        | A Hard Day’s Night The Beatles                                 |
| 3        | Gib mir dein Wort (bevor ich fahre) Freddy                     |
| 4        | Ich komm’ aus der Ferne Kaplan Alfred Flury                    |
| 5        | Entre les étoiles Sœur Sourire                                 |
| 6        | I Want to Hold Your Hand (Komm gib mir deine Hand) The Beatles |
| 7        | Liebeskummer lohnt sich nicht Siw Malmkvist                    |
| 8        | Wo gibt es noch Freunde Freddy                                 |
| 9        | Oh, My Darling Caroline Ronny                                  |
| 10       | Sein bestes Pferd Martin Lauer                                 |

Die längsten Nummer-eins-Singles
Lieder, die die meiste Zeit während eines anderen Jahres auf Platz 1 der Charts verbrachten, werden hier nicht aufgeführt.
1. Freddy – Gib mir dein Wort (bevor ich fahre); Kaplan Alfred Flury – Lass die kleinen Dinge (jeweils 9 Wochen)
2. Die Bambis – Melancholie (5 Wochen)

Die Charts wurden erstmals Mitte Mai erhoben.
Alle Nummer-eins-Hits und die Hits des Jahres

### Vereinigtes Königreich
| Singles                                          | Position | Alben                                                   |
| ------------------------------------------------ | -------- | ------------------------------------------------------- |
|                                                  |          |                                                         |
| I Love You Because Jim Reeves                    | 1        | Beatles for Sale The Beatles                            |
| I Won’t Forget You Jim Reeves                    | 2        | West Side Story (Soundtrack)                            |
| It’s Over Roy Orbison                            | 3        | With the Beatles The Beatles                            |
| The Wedding Julie Rogers                         | 4        | The Rolling Stones                                      |
| Someone, Someone Brian Poole & the Tremeloes     | 5        | Please Please Me The Beatles                            |
| I Believe The Bachelors                          | 6        | A Hard Day’s Night The Beatles                          |
| My Boy Lollipop Millie                           | 7        | In Dreams Roy Orbison                                   |
| It’s All Over Now The Rolling Stones             | 8        | 16 Great Songs The Bachelors                            |
| Oh, Pretty Woman Roy Orbison                     | 9        | Wonderful Life (Soundtrack) Cliff Richard & the Shadows |
| I Wouldn’t Trade You for the World The Bachelors | 10       | Stay with the Hollies The Hollies                       |

Die längsten Nummer-eins-Singles
Lieder, die die meiste Zeit während eines anderen Jahres auf Platz 1 der Charts verbrachten, werden hier nicht aufgeführt.
1. Cilla Black – You’re My World; The Beatles – I Feel Fine (jeweils 4 Wochen)
2. The Searchers – Needles and Pins; Cilla Black – Anyone Who Had a Heart; The Beatles – Can’t Buy Me Love; The Beatles – A Hard Day’s Night; Roy Orbison – Oh, Pretty Woman; Sandie Shaw – (There’s) Always Something There to Remind Me (jeweils 3 Wochen)

Alle weiteren Lieder waren entweder eine oder zwei Wochen auf Platz 1 gelistet.
Die längsten Nummer-eins-Alben
Alben, die die meiste Zeit während eines anderen Jahres auf Platz 1 der Charts verbrachten, werden hier nicht aufgeführt.
1. The Beatles – A Hard Day’s Night (21 Wochen)
2. The Beatles – With the Beatles (17 Wochen)
3. The Rolling Stones – The Rolling Stones (12 Wochen)

Alle Nummer-eins-Hits und die Hits des Jahres

### Vereinigte Staaten
Die längsten Nummer-eins-Singles
Lieder, die die meiste Zeit während eines anderen Jahres auf Platz 1 der Charts verbrachten, werden hier nicht aufgeführt.
1. The Beatles – I Want to Hold Your Hand (7 Wochen)
2. The Beatles – Can’t Buy Me Love (5 Wochen)
3. Bobby Vinton – There! I’ve Said It Again; The Supremes – Baby Love (jeweils 4 Wochen)

Die längsten Nummer-eins-Alben
Alben, die die meiste Zeit während eines anderen Jahres auf Platz 1 der Charts verbrachten, werden hier nicht aufgeführt.
1. The Beatles – A Hard Day’s Night (14 Wochen)
2. The Beatles – Meet the Beatles! (11 Wochen)
3. Sœur Sourire – The Singing Nun (7 Wochen)

Alle Nummer-eins-Hits und die Hits des Jahres

### Charts in weiteren Ländern
Siehe auch: Nummer-eins-Hits 1964 in  Australien, Belgien, Deutschland, Finnland, Frankreich, Irland, Italien, Kanada, den Niederlanden, Norwegen, Österreich, Spanien, den Vereinigten Staaten und im Vereinigten Königreich.

## Musikpreise und Ehrungen

### Musikwettbewerbe
Eurovision Song Contest
1. Gigliola Cinquetti: Non ho l’età (per amarti)
2. Matt Monro: I Love the Little Things
3. Romuald: Où sont-elles passées?
4. Hugues Aufray: Dès que le printemps revient
5. Rachel: Le chant de Mallory

## Erstveranstaltungen
- Sion Festival – Schweizer Festival klassischer Musik im Kanton Wallis

## Gründungen und Auflösungen

### Gründungen
- Academy of Country Music – US-amerikanische Musikorganisation
- Davie Jones and the King Bees – frühe Band von Davie Robert Jones alias David Bowie
- Die Trixis – deutscher Kinderchor aus Wanne-Eickel
- The Eyes – britische Psychedelic-Rock-Band
- The Jackson Five – US-amerikanische Soul-Band

### Auflösungen
- West Indies Records Limited – jamaikanisches Plattenlabel

## Neuveröffentlichungen (Auswahl)

### Lieder und Kompositionen
| Lied                                    | Text                                          | Musik                                         | Erstinterpret                 | Label                                    | Veröffentlichung  | Genre                                      | Album                         | Weitere Informationen                                       |
| --------------------------------------- | --------------------------------------------- | --------------------------------------------- | ----------------------------- | ---------------------------------------- | ----------------- | ------------------------------------------ | ----------------------------- | ----------------------------------------------------------- |
| A Hard Day’s Night                      | John Lennon und Paul McCartney                | John Lennon und Paul McCartney                | The Beatles                   | Parlophone / EMI / Universal Music Group | 10. Juli 1964     | Rock, Pop                                  | A Hard Day’s Night            |                                                             |
| As Tears Go By                          | Mick Jagger und Keith Richards                | Mick Jagger und Keith Richards                | Marianne Faithfull            | Decca Records                            | 1964              | Pop                                        |                               |                                                             |
| Baby Love                               | Holland–Dozier–Holland                        | Holland–Dozier–Holland                        | The Supremes                  | Motown                                   | 31. August 1964   | Pop                                        | Where Did Our Love Go         |                                                             |
| Brauchst du Gewalt – wirst du nicht alt | Max Colpet                                    | Lotar Olias                                   | Freddy Quinn                  | Polydor                                  | 1964              | Schlager                                   |                               |                                                             |
| Can’t Buy Me Love                       | John Lennon und Paul McCartney                | John Lennon und Paul McCartney                | The Beatles                   | Parlophone / EMI / Universal Music Group | 16. März 1964     | Rock, Pop                                  | A Hard Day’s Night            |                                                             |
| Circus-Twist                            | Fritz Graßhoff                                | Lotar Olias                                   | Freddy Quinn                  | Polydor                                  | 1964              | Schlager                                   | Freddy, Tiere, Sensationen    |                                                             |
| Dear Heart                              | Henry Mancini, Ray Evans, Jay Livingston      | Henry Mancini, Ray Evans, Jay Livingston      | Andy Williams                 | Columbia Records                         | November 1964     | Filmmusik                                  |                               | Titelmelodie für den Film Die Frau seines Herzens           |
| Don’t Let Me Be Misunderstood           | Bennie Benjamin, Gloria Caldwell & Sol Marcus | Bennie Benjamin, Gloria Caldwell & Sol Marcus | Nina Simone                   | Philips Records                          | 1964              | Blues                                      |                               |                                                             |
| Downtown                                | Tony Hatch                                    | Tony Hatch                                    | Petula Clark                  | Pye Records                              | 1964              | Pop, Soul                                  | Downtown                      |                                                             |
| Eight Days a Week                       | John Lennon und Paul McCartney                | John Lennon und Paul McCartney                | The Beatles                   | Parlophone                               | 4. Dezember 1964  | Beat                                       | Beatles for Sale              |                                                             |
| Everybody Needs Somebody to Love        | Bert Berns, Solomon Burke, Jerry Wexler       | Bert Berns, Solomon Burke, Jerry Wexler       | Solomon Burke                 | Atlantic Records                         | 1964              | Rhythm & Blues, Soul                       |                               |                                                             |
| From a Window                           | John Lennon und Paul McCartney                | John Lennon und Paul McCartney                | Billy J. Kramer & the Dakotas |                                          | 14. Juli 1964     | Pop                                        |                               |                                                             |
| Gloria                                  | Van Morrison                                  | Van Morrison                                  | Them                          |                                          | Dezember 1964     | Garage Rock, Rhythm and Blues              | The Angry Young Them          |                                                             |
| Goldfinger                              | Leslie Bricusse / Anthony Newley              | John Barry                                    | Shirley Bassey                |                                          | September 1964    | Pop                                        |                               |                                                             |
| Humba Täterä                            | Toni Hämmerle                                 | Toni Hämmerle                                 | Ernst Neger                   |                                          | 1964              | Karnevalslied                              |                               | Als Fangesang ist das Lied Teil der Fußballkultur geworden. |
| I Get Around                            | Brian Wilson, Mike Love                       | Brian Wilson, Mike Love                       | The Beach Boys                | Capitol Records                          | 11. Mai 1964      | Rock, Doo Wop, Surfmusik, California Sound | All Summer Long               |                                                             |
| I Should Have Known Better              | John Lennon und Paul McCartney                | John Lennon und Paul McCartney                | The Beatles                   | Parlophone / EMI / Universal Music Group | 9. Juli 1964      | Rock, Pop-Rock                             | A Hard Day’s Night            |                                                             |
| In the Wild, Wild West                  | Freddy Quinn                                  | Lotar Olias                                   | Freddy Quinn                  | Polydor                                  | 1964              | Schlager                                   |                               |                                                             |
| It’s All Over Now                       | Bobby & Shirley Womack                        | Bobby & Shirley Womack                        | The Valentinos                | SAR Records                              | 1964              | Rock                                       |                               |                                                             |
| Killing Floor                           | Chester Burnett (Howlin’ Wolf)                | Chester Burnett (Howlin’ Wolf)                | Howlin’ Wolf                  | Chess Records                            | 1964              | Blues                                      |                               |                                                             |
| Lass die kleinen Dinge                  | Alfred Flury, Herbert Masuch                  | Alfred Flury                                  | Alfred Flury                  | Philips                                  | März 1964         | Neues Geistliches Lied                     | Lass die kleinen Dinge        |                                                             |
| Leader of the Pack                      | Jeff Barry, Ellie Greenwich, George Morton    | Jeff Barry, Ellie Greenwich, George Morton    | The Shangri-Las               | Red Bird                                 | 1964              | Pop                                        |                               |                                                             |
| Liebeskummer lohnt sich nicht           | Georg Buschor                                 | Christian Bruhn                               | Siw Malmkvist                 | Metronome                                | 1964              | Schlager                                   |                               |                                                             |
| Mon amie la rose                        | Cécile Caulier und Jacques Lacome             | Cécile Caulier und Jacques Lacome             | Françoise Hardy               |                                          | 1964              | Chanson                                    |                               |                                                             |
| My Girl                                 | Smokey Robinson, Ronald White                 | Smokey Robinson, Ronald White                 | The Temptations               | Gordy                                    | 21. Dezember 1964 | Soul, Pop                                  | The Temptations Sing Smokey   |                                                             |
| Nathalie                                | Pierre Delanoë                                | Gilbert Bécaud                                | Gilbert Bécaud                | La voix de son maître                    | 1964              | Chanson                                    |                               |                                                             |
| Now I’ve Got a Witness                  |                                               | Nanker Phelge                                 | The Rolling Stones            | Decca Records                            | 1964              | Rhythm & Blues                             | The Rolling Stones            | Instrumental                                                |
| Oh, Pretty Woman                        | Bill Dees, Roy Orbison                        | Bill Dees, Roy Orbison                        | Roy Orbison                   | London Records                           | 1. August 1964    | Pop, Rock                                  | Oh, Pretty Woman              |                                                             |
| Rag Doll                                | Bob Crewe und Bob Gaudio                      | Bob Crewe und Bob Gaudio                      | The Four Seasons              |                                          | 1964              | Pop                                        |                               |                                                             |
| Silence Is Golden                       | Bob Crewe und Bob Gaudio                      | Bob Crewe und Bob Gaudio                      | The Four Seasons              |                                          | 1964              | Pop                                        |                               |                                                             |
| Tell Me Why                             | John Lennon und Paul McCartney                | John Lennon und Paul McCartney                | The Beatles                   | Parlophone / EMI / Universal Music Group | 26. Juni 1964     | Pop                                        | A Hard Day’s Night            |                                                             |
| The Times They Are a-Changin’           | Bob Dylan                                     | Bob Dylan                                     | Bob Dylan                     | Columbia Records                         | 13. Januar 1964   | Folk                                       | The Times They Are a-Changin’ |                                                             |
| Under the Boardwalk                     | Arthur Resnick, Kenny Young                   | Arthur Resnick, Kenny Young                   | The Drifters                  | Atlantic Records                         | 1964              | Pop, Uptown Soul                           | Under the Boardwalk           |                                                             |
| With God on Our Side                    | Bob Dylan                                     | Bob Dylan                                     | Bob Dylan                     | Columbia Records                         | 13. Januar 1964   | Folk                                       | The Times They Are a-Changin’ |                                                             |
| You Never Can Tell                      | Chuck Berry                                   | Chuck Berry                                   | Chuck Berry                   | Chess Records                            | 1964              | Rhythm & Blues, Rock                       | St. Louis to Liverpool        |                                                             |
| You Really Got Me                       | Ray Davies                                    | Ray Davies                                    | The Kinks                     | Pye Records                              | 4. August 1964    | Rock                                       | Kinks                         |                                                             |

### Alben
| Album                                 | Interpret                        | Label                                       | Veröffentlichung  | Genre                                    | Weitere Informationen       |
| ------------------------------------- | -------------------------------- | ------------------------------------------- | ----------------- | ---------------------------------------- | --------------------------- |
| 12×5                                  | The Rolling Stones               | London Records (US)                         | 17. Oktober 1964  | Rhythm and Blues                         |                             |
| A Hard Day’s Night                    | The Beatles                      | Parlophone / EMI / Universal Music Group    | 9. Juli 1964      | Rock, Power-Pop, Pop-Rock, Beat          |                             |
| Another Side of Bob Dylan             | Bob Dylan                        | Columbia Records                            | 8. August 1964    | Folk                                     |                             |
| Beatles for Sale                      | The Beatles                      | Parlophone / EMI / Universal Music Group    | 13. November 1964 | Folk-Rock, Rock                          |                             |
| Black Christ of the Andes             | Mary Lou Williams                | Folkways Records, MPS, Smithsonian Folkways | 1964              | Jazz                                     |                             |
| Connie Francis Sings German Favorites | Connie Francis                   | MGM Records                                 | 1964              | Schlager                                 |                             |
| Crescent                              | John Coltrane                    | Impulse! Records                            | 1964              | Jazz                                     |                             |
| Etta James Rocks the House            | Etta James                       | Argo Records                                | 1964              | Blues, Rhythm and Blues                  |                             |
| Free for All                          | Art Blakey & the Jazz Messengers | Blue Note Records                           | 1964              | Jazz                                     |                             |
| Getz/Gilberto                         | Stan Getz und João Gilberto      | Verve Records                               | März 1964         | Bossa Nova, Latin Jazz                   |                             |
| Hear the Beatles Tell All             | The Beatles                      | Vee-Jay Records                             | 5. November 1964  |                                          | Kompilation                 |
| Hello Dolly!                          | Louis Armstrong                  | Kapp Records, MCA Records                   | 1964              | Jazz                                     |                             |
| I Walk the Line                       | Johnny Cash                      | Columbia Records                            | 1964              | Country                                  |                             |
| JuJu                                  | Wayne Shorter                    | Blue Note Records                           | 1964              | Jazz                                     |                             |
| Just a Little Bit of Tony Sheridan    | Tony Sheridan                    | Polydor Records                             | April 1964        | Rock ’n’ Roll, Rock, Pop                 |                             |
| Live at Birdland                      | John Coltrane                    | Impulse! Records                            | 1964              | Jazz                                     |                             |
| Liza! Liza!                           | Liza Minnelli                    | Capitol Records                             | 1964              | Jazz, Musical, Pop                       |                             |
| Meet the Temptations                  | The Temptations                  | Gordy 911                                   | 20. März 1964     | Soul                                     |                             |
| My Funny Valentine                    | Miles Davis                      | Columbia Records                            | 1964              | Jazz                                     |                             |
| Navidad En Alta Mar                   | Freddy Quinn                     | Polydor                                     | 1964              | Schlager                                 |                             |
| Now Jazz Ramwong                      | Albert Mangelsdorff              | CBS, Pacific Jazz, Amiga, L+R Records       | 1964              | Jazz                                     |                             |
| Out to Lunch!                         | Eric Dolphy                      | Blue Note Records                           | August 1964       | Jazz                                     |                             |
| Tension                               | Albert Mangelsdorff              | Columbia Records, Amiga, L+R Records        | 1964              | Jazz                                     |                             |
| The American Tour with Ed Rudy        | The Beatles und Ed Rudy          | Radio Pulsebeat News                        | 9. Juni 1964      | Interview                                | Interviewalbum, Kompilation |
| The Dubliners with Luke Kelly         | The Dubliners                    | Transatlantic Records                       | 1964              | Irish Folk                               |                             |
| The Individualism of Gil Evans        | Gil Evans                        | Verve Records                               | 1964              | Jazz                                     |                             |
| The Rolling Stones                    | The Rolling Stones               | Decca Records (UK), London Records (US)     | 16. April 1964    | Rhythm and Blues, Blues, Rock, Bluesrock | Debütalbum                  |
| The Times They Are a-Changin’         | Bob Dylan                        | Columbia Records                            | 13. Januar 1964   | Folk                                     |                             |
| Wednesday Morning, 3 A.M.             | Simon & Garfunkel                | Columbia Records                            | 19. Oktober 1964  | Folk Rock                                |                             |

## Geboren

### Januar
- 01. Januar: Juha Uusitalo, finnischer Opernsänger (Bass-Bariton)
- 03. Januar: Leonard, Schweizer Schlagersänger und Moderator
- 03. Januar: Tomi Mäkelä, finnischer Musikwissenschaftler
- 04. Januar: Edgar Knecht, deutscher Jazzmusiker
- 04. Januar: Riki Takeuchi, japanischer Schauspieler und Sänger
- 06. Januar: Alfred Goubran, österreichischer Autor, Musiker, Rezensent, Verleger und Übersetzer
- 06. Januar: Mark O’Toole, britischer Sänger und Bassist
- 06. Januar: Yuri, mexikanische Sängerin
- 07. Januar: Taras Jaschtschenko, ukrainischer Pianist und Komponist († 2017)
- 07. Januar: Christof Moser, österreichischer Pianist, Komponist und Musikpädagoge
- 08. Januar: Ron Sexsmith, kanadischer Liedermacher
- 09. Januar: Justin Jones, britischer Musiker und Gitarrist
- 10. Januar: Martin Stoeck, deutscher Schlagzeuger († 2021)
- 11. Januar: Michael Ohlhoff, deutscher Musiker, Komponist und Plattenfirmen-Inhaber
- 12. Januar: Robert Haas, deutscher Komponist und Liedermacher
- 12. Januar: Blanca Li, spanische Tänzerin, Choreografin, Schauspielerin und Filmemacherin
- 12. Januar: Kevin Russell, Sänger der deutschen Rockband Böhse Onkelz
- 13. Januar: Bill Bailey, britischer Komiker, Musiker und Schauspieler
- 14. Januar: Christof Thewes, deutscher Komponist und Posaunist
- 15. Januar: Gerry Gibbs, US-amerikanischer Jazzmusiker
- 15. Januar: Lamin Kuyateh, gambischer Musiker und Jeli
- 15. Januar: Wes Madiko, kamerunischer Sänger († 2021)
- 16. Januar: Richard Elliot, schottischer Saxophonspieler
- 16. Januar: Jelena Prokina, russische Opernsängerin
- 16. Januar: Dirk Windgassen, deutscher Fernsehproduzent, Schauspieler und Musiker
- 17. Januar: Andy Rourke, Musiker und Bassist der britischen Band The Smiths († 2023)
- 18. Januar: Elena Moșuc, rumänische Opernsängerin
- 18. Januar: Andy Panayi, britischer Jazzmusiker
- 18. Januar: Fredy Schär, Schweizer Liedermacher, Trobador, Kabarettist und Witzerzähler
- 19. Januar: Ricardo Arjona, guatemaltekischer Sänger und Basketballspieler
- 19. Januar: Andreas Dorau, deutscher Musiker
- 19. Januar: Thomas Stelzer, deutscher Musiker, Texter und Songwriter. Stelzer ist Blues- und Boogie-Pianist
- 20. Januar: Elisabeth „Lizzy“ Aumeier, deutsche Kontrabassistin und Musik-Kabarettistin († 2024)
- 20. Januar: Tilmann Höhn, deutscher Gitarrist und Komponist
- 22. Januar: Kim Kwang-seok, südkoreanischer Sänger und Songwriter († 1996)
- 22. Januar: Nino, eigentlich Amir Rešić, bosnischer Sänger († 2007)
- 23. Januar: Jonatha Brooke, US-amerikanische Folksängerin und Songwriterin
- 24. Januar: Markus Emanuel Zaja, deutscher Musiker
- 26. Januar: Chico César, brasilianischer Sänger, Komponist, Gitarrist und Schriftsteller
- 26. Januar: Susannah Melvoin, US-amerikanische Sängerin und Songwriterin
- 26. Januar: Wendy Melvoin, US-amerikanische Gitarristin und Singer-Songwriterin
- 26. Januar: Gerfried Stocker, österreichischer Medienkünstler, Musiker und Kulturmanager
- 28. Januar: Wolfram Adolph, deutscher Theologe, Publizist und Musikjournalist († 2019)
- 28. Januar: Udo Schneberger, deutscher Pianist, Organist und Hochschullehrer
- 29. Januar: Roddy Frame, schottischer Singer-Songwriter und Musiker
- 31. Januar: Jeff Hanneman, US-amerikanischer Gitarrist († 2013)
- 31. Januar: Marina Mescheriakova, russische Opernsängerin

### Februar
- 01. Februar: Jani Lane, US-amerikanischer Rocksänger († 2011)
- 01. Februar: Bugge Wesseltoft, norwegischer Jazzmusiker und Pianist
- 01. Februar: Marcus Woelfle, deutscher Jazz-Autor, -Journalist, -Violinist und Rundfunkmoderator
- 03. Februar: Matraca Berg, US-amerikanische Country-Sängerin und -Songschreiberin
- 03. Februar: Gregorio Nardi, italienischer Pianist und Musikwissenschaftler
- 03. Februar: Marcel Palonder, slowakischer Sänger
- 04. Februar: Anita Burck, deutsche Schlagersängerin
- 04. Februar: Norbert Küpper, deutscher Maler, Kunsthistoriker und Musiker
- 05. Februar: Rick von Bracken, deutscher Jazz- und Unterhaltungsmusiker, Studioproduzent und Instrumentallehrer
- 05. Februar: David Gilmore, US-amerikanischer Jazzmusiker
- 05. Februar: Duff McKagan, Musiker, Bassist der Rockband Guns N' Roses
- 05. Februar: Alexia Vassiliou, zyprische Pop- und Jazzsängerin
- 06. Februar: Michael Breitkopf, Gitarrist der Band ‚Die Toten Hosen‘
- 08. Februar: Andrea Szulák, ungarische Sängerin, Moderatorin und Musicaldarstellerin
- 09. Februar: Siegbert Rampe, deutscher Cembalist, Organist und Pianist († 2025)
- 10. Februar: Bart Defoort, belgischer Saxophonist
- 10. Februar: Nate Morgan, US-amerikanischer Jazzpianist und Komponist
- 10. Februar: Dave Pietro, US-amerikanischer Jazzmusiker
- 11. Februar: Hans Huyssen, südafrikanisch-deutscher Komponist
- 13. Februar: Olivier Ker Ourio, französischer Jazzmusiker
- 14. Februar: Sirima, britische Sängerin († 1989)
- 15. Februar: Klaus Graf, deutscher Jazzsaxophonist
- 15. Februar: Grzegorz Kaźmierczak, polnischer Dichter, Sänger, Autor und Plattenproduzent
- 16. Februar: Ian Bousfield, britischer Posaunist
- 16. Februar: Thomas Pichler, österreichischer Musiker und Aktionskünstler
- 16. Februar: Ray M. Wade junior, US-amerikanischer Opernsänger
- 17. Februar: Mike Sanchez, britischer Pianist, Gitarrist und Sänger
- 18. Februar: Paul Hanley, britischer Musiker
- 18. Februar: Lorenzo Petrocca, deutsch-italienischer Jazzmusiker
- 18. Februar: Jan Vogler, deutscher Cellist
- 19. Februar: Doug Aldrich, US-amerikanischer Hard-Rock- und Heavy-Metal-Gitarrist
- 20. Februar: Iain Ballamy, britischer Jazzsaxophonist
- 20. Februar: Philipp Fankhauser, Schweizer Bluesmusiker und Songwriter
- 20. Februar: Peter Gordeno, britischer Songschreiber und Produzent
- 20. Februar: John Jürgens, deutscher Schauspieler und DJ
- 21. Februar: Sophia George, jamaikanische Sängerin und Lehrerin
- 21. Februar: Tommy Henriksen, US-amerikanischer Rockmusiker
- 21. Februar: Thomas Schmögner, österreichischer Komponist und Organist († 2025)
- 22. Februar: Diane Charlemagne, britische Sängerin († 2015)
- 22. Februar: Manuela Denz, deutsche Schauspielerin und Sängerin
- 23. Februar: Jo Evlyn, deutscher Komponist und Klangtherapeut
- 23. Februar: John Norum, schwedischer Gitarrist
- 24. Februar: Christoph Maria Kaiser, deutscher Filmkomponist, Musiker und Produzent
- 25. Februar: Michael Amann, österreichischer Komponist
- 25. Februar: Otto Lechner, österreichischer Akkordeonspieler und Komponist
- 28. Februar: Rihards Dubra, lettischer Komponist
- 28. Februar: Pierre Hantaï, französischer Cembalist und Dirigent
- 28. Februar: Mario Hassert, deutscher Schauspieler, DJ, Videojockey und Synchronsprecher
- 28. Februar: Fernando del Valle, US-amerikanischer Opernsänger
- 29. Februar: Martin France, britischer Jazzschlagzeuger († 2024)
- 29. Februar: Ellen Pieters, niederländische Schauspielerin und Sängerin

### März
- 01. März: Norbert Gälle, deutscher Komponist, Musiker und Heizungsbauer
- 01. März: Georg F. Klein, deutscher Komponist, Klang- und Medienkünstler
- 02. März: Steven Burrows, britischer Musiker
- 02. März: Marco Schädler, liechtensteinischer Komponist
- 04. März: Brigitte Hahn, deutsche Opernsängerin
- 05. März: Melissa Bell, britische Sängerin († 2017)
- 05. März: Bertrand Cantat, Sänger der Rock-Gruppe Noir Désir
- 05. März: David Fiuczynski, US-amerikanischer Jazz-Fusion-Gitarrist und Musikwissenschaftler
- 05. März: Marc Lingk, deutscher Komponist und Softwareentwickler
- 05. März: Pacifico, italienischer Sänger und Songwriter
- 06. März: Paul Bostaph, US-amerikanischer Schlagzeuger
- 06. März: Skip Ewing, US-amerikanischer Country-Sänger und Songwriter
- 06. März: Madonna Wayne Gacy, US-amerikanischer Musiker
- 07. März: Denyce Graves, US-amerikanische Opernsängerin
- 07. März: Jan von Klewitz, deutscher Jazz-Saxophonist
- 08. März: Peter Gill, britischer Schlagzeuger
- 09. März: Herbert Fandel, deutscher Pianist, Fußballschiedsrichter und -funktionär
- 09. März: Valérie Lemercier, französische Schauspielerin, Filmregisseurin, Drehbuchautorin und Sängerin
- 10. März: Neneh Cherry, schwedische Sängerin, Rapperin und Produzentin
- 10. März: Nils Gessinger, deutscher Pianist, Arrangeur, Komponist, Produzent und Bigband-Leiter
- 10. März: Hubert Nuss, deutscher Jazz-Pianist und Komponist
- 10. März: Richard Wiedl, deutscher Sänger
- 11. März: Andréas Härry, Schweizer Musicalautor, Produzent, Theaterleiter und Journalist
- 11. März: Andreas Kohn, deutscher Opernsänger, Dozent und Professor
- 11. März: Vinnie Paul, Schlagzeuger der Thrash-Metal-Band Pantera († 2018)
- 12. März: Vladimir Romanov, russisch-deutscher Komponist und Pianist
- 14. März: Dred Scott, US-amerikanischer Jazzmusiker
- 14. März: Ferhat Tunç, türkisch-deutscher Musiker, Menschenrechtler, und Politiker
- 15. März: Rockwell, US-amerikanischer R&B-Sänger
- 16. März: H. P. Baxxter, deutscher Sänger
- 16. März: Flavia Fortunato, italienische Popsängerin, Fernseh- und Radiomoderatorin
- 16. März: Patty Griffin, US-amerikanische Sängerin und Songschreiberin
- 16. März: Paul Kelly, irisch-US-amerikanischer Sänger und Musiker
- 17. März: Urban Frey, Schweizer Panflötenspieler und Komponist
- 17. März: Ron Spielman, deutscher Sänger, Gitarrist und Komponist
- 17. März: Ingolf Turban, deutscher Violinist
- 18. März: Courtney Pine, britischer Jazz-Saxophonist
- 18. März: Rozalla, simbabwische Sängerin
- 19. März: Kanno Yōko, japanische Komponistin
- 20. März: Natacha Atlas, belgische Musikerin
- 20. März: Bill Pritchard, britischer Sänger und Songwriter
- 21. März: Danny Miranda, US-amerikanischer Bassist
- 21. März: Elmar Schäfer, deutscher Film-, Musikproduzent und Drehbuchautor
- 22. März: Tristan Schulze, deutscher Musiker und Filmkomponist
- 23. März: Heike Schäfer, deutsche Schlagersängerin
- 24. März: Detlef Landeck, deutscher Jazzposaunist und Musikpädagoge
- 24. März: Tony Overwater, niederländischer Bassist und Komponist
- 24. März: Steve Souza, US-amerikanischer Metal-Sänger
- 24. März: Jaan Tätte, estnischer Dramatiker, Dichter, Schauspieler und Sänger
- 25. März: Buzz Osborne, US-amerikanischer Sänger, Gitarrist und Produzent
- 26. März: Geralf Pochop, deutscher Sachbuchautor, Musiker und Zeitzeuge
- 27. März: Roland Härdtner, deutscher Musiker
- 27. März: Sebastian Holecek, österreichischer Opernsänger
- 27. März: Sigrid Präsent, österreichische Geigerin und Musikpädagogin
- 28. März: José Antonio Rodríguez, spanischer Flamenco-Gitarrist, Komponist und Musik-Professor
- 28. März: Felix Scheuerpflug, deutsch-amerikanischer Konzertveranstalter, Künstlermanager, Produzent, Autor und Schwimmer
- 29. März: Frank Fröhlich, deutscher Akustik-Gitarrist und Komponist
- 30. März: Tracy Chapman, US-amerikanische Sängerin und Songschreiberin
- 30. März: Rüdiger Hoffmann, deutscher Kabarettist und Musiker

### April
- 01. April: Many Maurer, Schweizer Gitarrist, Bassist, Songwriter und Produzent
- 02. April: Laurent Dehors, französischer Jazzmusiker
- 02. April: Béatrice Graf, Schweizer Musikerin
- 02. April: Goran Karan, kroatischer Sänger
- 03. April: Christian Heindl, österreichischer Musikwissenschaftler und Journalist
- 05. April: Princess Erika, französische Sängerin und Schauspielerin
- 05. April: Christopher „Kid“ Reid, US-amerikanischer Musiker und Comedian
- 06. April: Sylvain Beuf, französischer Jazz-Saxophonist, Komponist und Arrangeur
- 06. April: Jesse Lee Davis, US-amerikanischer Sänger und Songwriter
- 06. April: Priit Pajusaar, estnischer Musikproduzent, Schlagerkomponist und Arrangeur
- 07. April: Frank Ramond, deutsch-französischer Komponist, Musikproduzent und Sänger
- 08. April: Biz Markie, US-amerikanischer Musiker († 2021)
- 10. April: Jeremy Filsell, britischer Pianist und Organist
- 11. April: Grzegorz Nagórski, polnischer Jazzmusiker
- 11. April: Toon Roos, niederländischer Jazzmusiker
- 12. April: Deryl Dodd, US-amerikanischer Sänger
- 12. April: Claudia Jung, deutsche Sängerin und Politikerin
- 12. April: Amy Ray, US-amerikanische Singer-Songwriterin und Musikerin
- 14. April: Marcel Dobberstein, deutscher Musikwissenschaftler
- 14. April: Vinnie Moore, US-amerikanischer Rockmusiker
- 15. April: Michael Engel, deutscher Songwriter, Sänger, Gitarrist und Mundharmonikaspieler
- 15. April: Lee Kernaghan, australischer Country-Sänger und Songwriter
- 16. April: Dave Pirner, US-amerikanischer Musiker und Songwriter
- 16. April: Esbjörn Svensson, schwedischer Jazzpianist und Bandleader († 2008)
- 17. April: Maynard James Keenan, Sänger der Band Tool
- 17. April: Teddy Parker, deutscher Schlager- und Volksmusik-Sänger sowie Radiomoderator
- 17. April: Bart Van den Bossche, belgischer Sänger, Moderator und Schauspieler († 2013)
- 18. April: Bogdan Roščić, österreichischer Musikmanager
- 18. April: Zazie, französische Popsängerin
- 20. April: Thomas Dahl, deutscher Kantor und Organist
- 20. April: Andreas Raseghi, deutscher Komponist und Essayist († 2024)
- 20. April: Serafín Zubiri, spanischer Sänger, Pianist und Komponist
- 21. April: Georg Schroeter, deutscher Bluesmusiker
- 22. April: Barbora Hrzánová, tschechische Schauspielerin und Sängerin
- 23. April: Halla Margrét Árnadóttir, isländische Sängerin
- 23. April: Torsten Fenslau, Disc-Jockey und Musikproduzent († 1993)
- 23. April: Simon Hale, britischer Komponist, Arrangeur und Keyboarder
- 23. April: Gianandrea Noseda, italienischer Dirigent
- 24. April: Barbara Clear, deutsche Folk-Rock-Sängerin, Liedschreiberin und Malerin
- 24. April: Augusta Read Thomas, US-amerikanische Komponistin und Musikpädagogin
- 25. April: Andy Bell, britischer Pop-Sänger
- 25. April: Matthias Petzold, deutscher Jazzmusiker
- 25. April: Benoît Sourisse, französischer Jazzmusiker
- 26. April: Axel Dörner, deutscher Jazztrompeter und Komponist
- 26. April: J’Anna Jacoby, US-amerikanische Musikerin
- 26. April: Christiane Michel-Ostertun, deutsche Organistin
- 26. April: Rebecka Törnqvist, schwedische Pop- und Jazz-Sängerin
- 26. April: Claudia Wohlfromm, deutsche Musikmanagerin, Autorin, Musikerin und Texterin
- 27. April: Rajesh Mehta, indisch-amerikanischer Improvisations- und Jazzmusiker und Komponist
- 28. April: Noriyuki Iwadare, japanischer Komponist für Videospielmusik
- 29. April: Džej Ramadanovski, jugoslawischer Roma-Sänger († 2020)
- 29. April: Xaver Varnus, ungarisch-kanadischer Organist
- 30. April: Eddy Herrera, dominikanischer Merengue- und Bachatamusiker
- 30. April: Barrington Levy, jamaikanischer Ragga- und Dancehall-Musiker

### Mai
- 02. Mai: Annette Marquard, deutsche Jazz-, Popsängerin und Dozierende
- 02. Mai: Uwe Schneider, deutscher Hörfunkjournalist, Medienmanager und Musiker
- 03. Mai: Sterling Campbell, US-amerikanischer Schlagzeuger und Songwriter
- 04. Mai: Gary Holt, US-amerikanischer Gitarrist und Musikproduzent
- 04. Mai: Terje Isungset, norwegischer Jazzperkussionist
- 05. Mai: Ingela Brimberg, schwedische Opernsängerin
- 05. Mai: Françoise Cactus, deutsch-französische Autorin, Musikerin und Zeichnerin († 2021)
- 05. Mai: Rainer Schumann, deutscher Schlagzeuger
- 06. Mai: Boban Marković, serbischer Trompeter und Flügelhornist
- 07. Mai: Mirko Švenda Žiga, kroatischer Sänger
- 08. Mai: Pat Fritz, deutscher Musiker
- 08. Mai: Ralf Gustke, deutscher Schlagzeuger
- 08. Mai: Jon-Erik Kellso, US-amerikanischer Jazztrompeter und Kornettist
- 10. Mai: Mark Andre, deutsch-französischer Komponist
- 10. Mai: Yves Castagnet, französischer Organist
- 13. Mai: Erko Sturm, deutscher Pfarrer, Buchautor, Musiker und Musikwissenschaftler
- 13. Mai: Christopher Tambling, britischer Komponist, Organist und Chorleiter († 2015)
- 14. Mai: Gordon Duncan, schottischer Dudelsackspieler († 2005)
- 14. Mai: Eric Peterson, US-amerikanischer Gitarrist
- 15. Mai: Christoph Dohr, deutscher Musikwissenschaftler und -verleger
- 15. Mai: Michael Lentz, deutscher Schriftsteller, Lautpoet, Literaturwissenschaftler und Musiker
- 17. Mai: Michiel Braam, niederländischer Jazzpianist und Komponist
- 17. Mai: Antoine Fillon, französischer Schlagzeuger
- 18. Mai: Susanne Grützmann, deutsche Pianistin und Hochschullehrerin
- 18. Mai: Michael Robert Rhein, Künstlername Das letzte Einhorn, deutscher Sänger und Musiker
- 18. Mai: Paolo Vallesi, italienischer Cantautore
- 18. Mai: Alfons Weindorf, deutscher Musikproduzent, Komponist, Sänger, Verleger und Inhaber eines Musiklabels
- 19. Mai: Michael Blake, kanadischer Jazzmusiker
- 20. Mai: Lebo M, südafrikanischer Komponist, Produzent und Musiker
- 20. Mai: Patrick Pilsl, Sänger und bildender Künstler
- 20. Mai: Benno Reinhard, deutscher Jazzmusiker
- 20. Mai: Patti Russo, US-amerikanische Sängerin
- 25. Mai: Caspar Johannes Walter, deutscher Komponist, Cellist und Verleger
- 26. Mai: İlkay Akkaya, türkische Sängerin
- 26. Mai: Lenny Kravitz, US-amerikanischer Sänger und Musiker
- 27. Mai: Andreja Schneider, deutsche Sängerin und Schauspielerin
- 28. Mai: Peter Schröder, österreichischer Filmregisseur, -editor und Musiker († 2025)
- 28. Mai: Phil Vassar, US-amerikanischer Country-Musiker
- 29. Mai: Albert Frey, deutscher Komponist, Musikproduzent und Lobpreisleiter
- 29. Mai: Emanuele Cisi, italienischer Jazzsaxophonist
- 30. Mai: Tom Morello, US-amerikanischer Gitarrist
- 30. Mai: Mark Sheppard, britischer Schauspieler und Musiker
- 31. Mai: Kid Frost, US-amerikanischer Rapper

### Juni
- 02. Juni: Christian Deix, österreichischer Musiker, Komponist, Schauspieler, Autor, Musikproduzent und Sprecher
- 03. Juni: Kerry King, Gitarrist der Band Slayer
- 03. Juni: Doro Pesch, deutsche Metalsängerin
- 06. Juni: Guru Josh, britischer DJ († 2015)
- 07. Juni: Sophie Carle, luxemburgische Filmschauspielerin und Sängerin
- 08. Juni: Rob Pilatus, niederländischer Sänger († 1998)
- 09. Juni: Jarosław Siwiński, polnischer Komponist und Pianist
- 10. Juni: James Joseph Chamberlin, US-amerikanischer Schlagzeuger
- 11. Juni: Kuddel, deutscher Gitarrist (Die Toten Hosen)
- 11. Juni: Ivan Moody, britischer Komponist, Dirigent und Musikwissenschaftler
- 12. Juni: Markus Kupferblum, österreichischer Opernregisseur und Clown
- 12. Juni: Lars Reichow, deutscher Musikkabarettist und Entertainer
- 15. Juni: Peter Schorowsky, deutscher Musiker
- 15. Juni: Paul Urbanek, österreichischer Jazzpianist und -komponist
- 21. Juni: Philippe Aerts, belgischer Jazz-Bassist
- 23. Juni: Gilberto Giardini, italienisch-polnisch-deutscher bildender Künstler sowie Bühnen- und Kostümbildner
- 24. Juni: Thierry Eliez, französischer Musiker und Komponist
- 26. Juni: Harald Ahamer, österreichischer Musiker und Komponist
- 27. Juni: Heike Matthiesen, deutsche Gitarristin († 2023)
- 29. Juni: Roberta Gottardi, italienische Klarinettistin

### Juli
- 01. Juli: Ludwig Seuss, deutscher Pianist, Organist und Akkordeonist
- 03. Juli: Markus Stricker, deutscher Sänger, Musiker, Songwriter und Heimatforscher
- 09. Juli: Miquel Bennàssar Bibiloni, spanischer Organist
- 09. Juli: Courtney Love, US-amerikanische Gitarristin, Sängerin und Songwriterin sowie Schauspielerin
- 09. Juli: Mieczysław Szcześniak, polnischer Musiker
- 13. Juli: Andreas Boltz, deutscher Kirchenmusiker und Komponist
- 13. Juli: Sally Dworsky, US-amerikanische Sängerin
- 13. Juli: Jörg Remy, deutscher Gitarrist
- 15. Juli: Rodrigo Amado, portugiesischer Jazz- und Improvisationsmusiker, Musikproduzent, Fotograf und Autor
- 15. Juli: Galyn Görg, US-amerikanische Tänzerin und Schauspielerin († 2020)
- 18. Juli: Joachim Llambi, spanischer Turniertänzer und -Wertungsrichter
- 19. Juli: Masahiko Kondō, japanischer Sänger, Schauspieler und Automobilrennfahrer
- 20. Juli: Chris Cornell, US-amerikanischer Sänger († 2017)
- 20. Juli: Markus Theinert, deutscher Tubist und Dirigent
- 22. Juli: Will Calhoun, US-amerikanischer Rock- und Fusion-Schlagzeuger
- 23. Juli: Manuel Rocheman, französischer Jazzpianist
- 31. Juli: C. C. Catch, deutsche Pop-Sängerin
- 31. Juli: Joja Wendt, Jazz-Pianist und Komponist

### August
- 03. August: Lucky Dube, südafrikanischer Musiker († 2007)
- 05. August: Pia Douwes, niederländische Musicaldarstellerin
- 05. August: Remigijus Merkelys, litauischer Komponist
- 06. August: Vom Ritchie, britischer Musiker
- 08. August: Jan Josef Liefers, deutscher Schauspieler und Musiker
- 13. August: Ian Haugland, schwedischer Schlagzeuger
- 16. August: Kimmo Pohjonen, finnischer Musiker
- 17. August: Felix Falkner, Schweizer Komponist
- 17. August: Maria McKee, US-amerikanische Sängerin und Songschreiberin
- 28. August: Annette Focks, deutsche Musikerin und Komponistin
- 28. August: Gry Johansen, dänische Popsängerin
- 29. August: Délia Fischer, brasilianische Musikerin, Sängerin, Komponistin und Arrangeurin

### September
- 02. September: Keanu Reeves, kanadischer Schauspieler, Musiker (Bassist), Regisseur, Buchautor und Filmproduzent
- 04. September: Kelly-Marie Murphy, kanadische Komponistin
- 04. September: René Pape, deutscher Opernsänger, Bass
- 04. September: María Cecilia Villanueva, argentinische Komponistin und Pianistin
- 05. September: Kevin Saunderson, US-amerikanischer Techno-Musiker und -DJ
- 06. September: Michael Schneider, Schweizer Komponist und Musikwissenschaftler
- 07. September: Eazy-E, US-amerikanischer Musiker († 1995)
- 09. September: Cæcilie Norby, dänische Sängerin
- 11. September: Victor Wooten, US-amerikanischer Bassist
- 14. September: Stephan Mösch, deutscher Musik- und Theaterwissenschaftler
- 15. September: Doyle Wolfgang von Frankenstein, US-amerikanischer Rockmusiker
- 22. September: Ken Vandermark, US-amerikanischer Jazzsaxophonist und Klarinettist
- 25. September: Barbara Dennerlein, deutsche Jazzmusikerin
- 25. September: Fati Mariko, nigrische Sängerin
- 26. September: Nicki French, englische Sängerin
- 28. September: Sergio Dalma, spanischer Popsänger
- 29. September: Daddy Lumba, ghanaischer Sänger, Songwriter und Produzent († 2025)
- 29. September: Petros Tabouris, griechischer Komponist, Musiker und Musikwissenschaftler
- 30. September: Trey Anastasio, US-amerikanischer Gitarrist
- 30. September: Damian Davey, britischer Sänger und Schauspieler († 2017)
- 30. September: Susana Zabaleta, mexikanische Sängerin und Schauspielerin

### Oktober
- 02. Oktober: Bebi Dol, serbische Sängerin
- 08. Oktober: CeCe Winans, US-amerikanische Gospelsängerin
- 10. Oktober: Matthias Arter, schweizerischer Oboist, Komponist und Dozent
- 10. Oktober: Michael Hirte, deutscher Mundharmonikaspieler
- 12. Oktober: Siggi Mueller, deutscher Filmkomponist, Fotograf, Keyboarder, Akkordeonist und Pianist
- 13. Oktober: Attila Egerházi, ungarischer Balletttänzer und Choreograph
- 15. Oktober: Anna Maria Kaufmann, kanadisch-deutsche Opern- und Musicalsängerin (Sopran)
- 21. Oktober: Levent Yüksel, Künstler der türkischen Popmusik
- 22. Oktober: Burkhard Beins, deutscher Perkussionist
- 23. Oktober: Robert Trujillo, US-amerikanischer Musiker

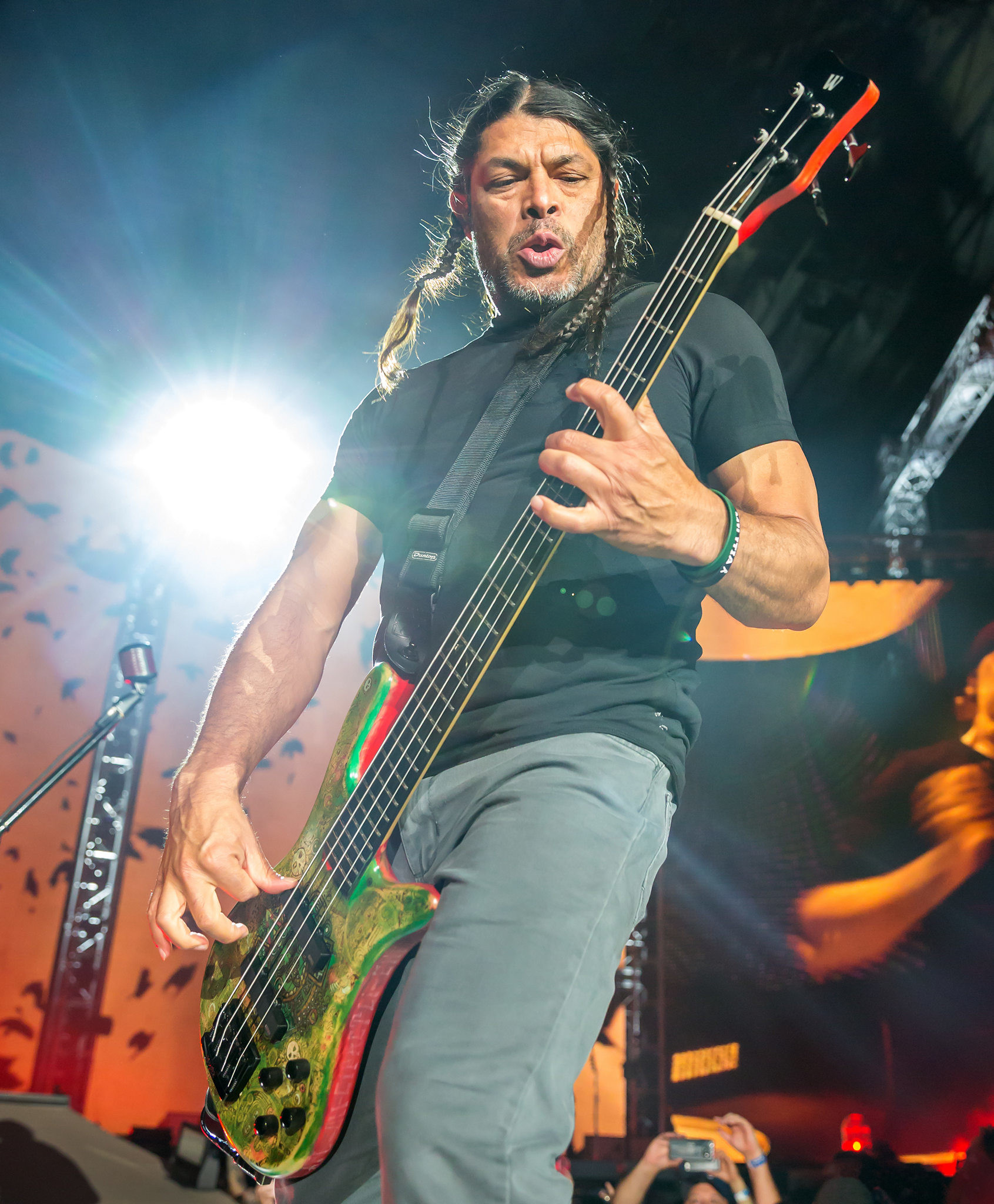
Robert Trujillo; * 23. Oktober

- 24. Oktober: Serhat, türkischer Sänger, Produzent und TV-Moderator
- 25. Oktober: Nicole Seibert, deutsche Schlagersängerin, Gewinnerin des ESC 1982
- 26. Oktober: Sven Väth, DJ, Label-Betreiber und Musiker

### November
- 01. November: Timothy J. Jansen, US-amerikanischer Komponist, Organist, Pianist und Musikpädagoge
- 01. November: Sophie B. Hawkins, US-amerikanische Sängerin
- 06. November: Greg Graffin, US-amerikanischer Sänger und Songwriter
- 12. November: David Ellefson, US-amerikanischer Musiker
- 16. November: Paul Christensen, dänischer Sänger und Gitarrist
- 16. November: Diana Krall, kanadische Jazzpianistin und Sängerin
- 18. November: Jan-Friedrich Conrad, deutscher Komponist, Publizist und Heilpraktiker für Psychotherapie
- 20. November: Linda William’, französische Popsängerin († 2010)
- 24. November: Heiko Triebener, deutscher Tubist
- 25. November: Mark Lanegan, US-amerikanischer Sänger und Songwriter († 2022)
- 27. November: Wessell Anderson, US-amerikanischer Jazzmusiker

### Dezember
- 01. Dezember: Tim Renner, deutscher Musikproduzent, Journalist und Autor
- 04. Dezember: Sertab Erener, türkische Sängerin, Gewinnerin des ESC 2003
- 04. Dezember: Uwe Kröger, deutscher Musical-Darsteller
- 05. Dezember: Arve Furset, norwegischer Jazzpianist und -keyboarder, Komponist und Musikproduzent
- 06. Dezember: Meli’sa Morgan, US-amerikanische Sängerin
- 09. Dezember: Hape Kerkeling, deutscher Schauspieler, Kabarettist, Sänger und Autor
- 09. Dezember: Paul Landers, deutscher Musiker; Gitarrist der Band Rammstein
- 12. Dezember: Wolfram Spyra, deutscher Klangkünstler und Musiker
- 13. Dezember: Hideto Matsumoto, japanischer Musiker († 1998)
- 14. Dezember: Jon Flemming Olsen, deutscher Musiker, Grafikdesigner, Autor, Schauspieler und Fernsehmoderator
- 18. Dezember: Frank Rennicke, deutscher Liedermacher
- 19. Dezember: Ben Becker, deutscher Schauspieler, Synchron- sowie Hörspielsprecher und Sänger
- 20. Dezember: Gabriela Ortiz, mexikanische Komponistin
- 23. Dezember: Amy Dunker, US-amerikanische Komponistin, Musikpädagogin und Trompeterin
- 23. Dezember: Eddie Vedder, US-amerikanischer Rockmusiker
- 24. Dezember: Bernd Michael Lade, deutscher Schauspieler, Filmregisseur und Musiker
- 26. Dezember: Anthony Peaks, US-amerikanischer Hip-Hop-Musiker († 2010)
- 28. Dezember: Martin Fiala, österreichischer Komponist

### Genaues Geburtsdatum unbekannt
- Andy Abraham, britischer Soulsänger
- Sophie Agnel, französische Pianistin
- Monica Akihary, niederländische Sängerin
- Marco Ambrosini, italienischer Musiker, Komponist und Arrangeur
- Bruno Amstad, Schweizer Vokalist (Improvisierte Musik, Jazz, Weltmusik) († 2024)
- Matthias Arfmann, deutscher Musiker und Musikproduzent
- Cristina Azuma, brasilianische Gitarristin, Komponistin, Musikpädagogin und Musikwissenschaftlerin
- Rainer Bartesch, deutscher Hornist, Alphornspieler und Komponist
- Juan Bautista Otero, katalanischer Dirigent, Musikherausgeber, Opernregisseur und Autor
- Rainer Bielfeldt, deutscher Sänger und Komponist
- Jörg-Andreas Bötticher, Schweizer Cembalist und Organist
- Carlos Buschini, argentinischer Jazz- und Tangomusiker
- Romy Camerun, deutsche Jazzsängerin und Pianistin
- Jose Chafino, spanischer Musiker, Pianist und Komponist
- Jeff Danna, kanadischer Komponist
- Andrés Díaz, US-amerikanischer Cellist und Musikpädagoge
- Volker Ellenberger, deutscher Kirchenmusiker und Organist
- Afroditi Fryda, griechische Sängerin
- Ute Gremmel-Geuchen, deutsche Organistin
- Bernhard Haas, deutscher Organist und Musiktheoretiker
- Jürgen Karthe, deutscher Bandoneonspieler, Komponist und Fachbuchautor
- Otto Maria Krämer, deutscher Kirchenmusiker
- Peter Kuhn, deutscher Dirigent
- Jens Kuphal, deutscher Musikproduzent, Musiker, Komponist und Schauspieler
- Jim Lambie, schottischer Künstler, DJ und Musiker
- Kirsten Liese, deutsche Journalistin, Moderatorin und Autorin
- Joachim Linckelmann, deutscher Flötist, Notengrafiker und Musikarrangeur
- Kristian Nyquist, US-amerikanischer Cembalist und Pianist
- Heiko Plank, deutscher Komponist, Improvisationsmusiker und Instrumentalist
- Fani Polymeri, zyprische Popsängerin
- David del Puerto, spanischer Komponist, Gitarrist und Musikpädagoge
- Franz Raml, deutscher Organist, Cembalist, Dozent für Alte Musik und historische Aufführungspraxis und Dirigent
- Frank Raschke, deutscher Jazzpianist und Komponist
- Alihan Samedov, aserbaidschanischer Musiker
- Simone Schröder, deutsche Opernsängerin
- Astrid Schween, US-amerikanische Cellistin und Musikpädagogin
- Germán Toro Pérez, kolumbianischer Komponist und Musikpädagoge
- Jan Vogler, deutscher Cellist
- Horst Weidenmüller, Schweizer Musikproduzent († 2025)
- David Wolfson, US-amerikanischer Komponist
- Paul van Zelm, niederländischer Hornist und Professor

## Gestorben

### Januar
- 03. Januar: Rowland Pack, kanadischer Cellist, Organist und Chorleiter (* 1927)
- 07. Januar: Cyril Davies, britischer Musiker (* 1932)
- 07. Januar: Colin McPhee, kanadischer Komponist (* 1900)
- 07. Januar: Ingeborg Steffensen, dänische Opernsängerin (Mezzosopran) (* 1888)
- 08. Januar: Paul Sixt, deutscher Kapellmeister (* 1908)
- 11. Januar: Kwassi Bruce, Pianist und Leiter der Deutschen Afrika-Schau (* 1893)
- 15. Januar: Jack Teagarden, Posaunist des frühen Jazz (* 1905)
- 16. Januar: Noro Morales, puerto-ricanischer Mambo- und Rumbamusiker (* 1911)
- 16. Januar: Arthur Romano, italienisch-kanadischer Saxophonist, Klarinettist, Oboist, Englischhornist und Musikpädagoge (* 1914)
- 20. Januar: Jan Rychlík, tschechischer Komponist (* 1916)
- 22. Januar: Marc Blitzstein, US-amerikanischer Komponist (* 1905)
- 23. Januar: Louis Horst, US-amerikanischer Pianist, Komponist, Choreograph und Musikpädagoge (* 1884)

### Februar
- 09. Februar: Ary Barroso, brasilianischer Komponist und Sänger (* 1903)
- 09. Februar: Marek Weber, deutscher Violinist und Orchesterleiter (* 1888)
- 12. Februar: Willy Schmidt-Gentner, deutscher Filmkomponist (* 1894)
- 25. Februar: Kenneth Lee Spencer, amerikanisch-deutscher Opernsänger (Bass) und Schauspieler (* 1911)

### März
- 02. März: Joe Rushton, US-amerikanischer Basssaxophonist (* 1907)
- 03. März: Koloman von Pataky, ungarischer Opernsänger (* 1896)
- 04. März: John Adaskin, kanadischer Cellist, Dirigent und Rundfunkproduzent (* 1908)
- 08. März: Therese Köstlin, deutsche Lyrikerin und Liedtexterin (* 1877)
- 08. März: Próspero López Buchardo, argentinischer Komponist und Maler (* 1883)
- 09. März: Edgar Manas, türkischer Komponist, Dirigent und Musikwissenschaftler (* 1875)
- 18. März: Otto Dunkelberg, deutscher Organist und Komponist (* 1900)
- 26. März: Wilhelm Bader junior, deutscher Orgelbauer (* 1875)
- 29. März: Willem Andriessen, niederländischer Komponist und Professor (* 1887)
- 31. März: Andor Arató, rumäniendeutscher Kirchenmusiker und Komponist (* 1887)

### April
- 01. April: Božidar Kunc, kroatischer Komponist (* 1903)
- 03. April: Aniela Szlemińska, polnische Sängerin und Gesangspädagogin (* 1892)
- 05. April: Isaac Mamott, kanadischer Cellist und Musikpädagoge (* 1907)
- 14. April: Hans Kayser, deutscher Komponist und Musiktheoretiker (* 1891)
- 20. April: Einar Nilson, schwedischer Kapellmeister und Komponist (* 1881)
- 25. April: Luigi Pigarelli, italienischer Jurist und Komponist (* 1875)

### Mai
- 05. Mai: Josef Freudenthal, deutsch-amerikanischer Musikverleger (* 1903)
- 25. Mai: Wassili Andrejewitsch Solotarjow, russischer Komponist (* 1872)
- 31. Mai: Nikolai Andrejewitsch Orlow, russisch-britischer Pianist und Musikpädagoge (* 1892)

### Juni
- 01. Juni: Bronisław Rutkowski, polnischer Organist, Musikwissenschaftler und -pädagoge (* 1898)
- 07. Juni: Meade Lux Lewis, US-amerikanischer Jazz-Musiker (* 1905)
- 08. Juni: Kurt Stiebitz, deutscher Musikwissenschaftler und Komponist (* 1891)
- 11. Juni: Ace Harris, US-amerikanischer R&B- und Jazzmusiker (* 1910)
- 29. Juni: Eric Dolphy, US-amerikanischer Jazzmusiker (* 1928)

### Juli
- 01. Juli: Pierre Monteux, französisch-amerikanischer Dirigent (* 1875)
- 13. Juli: Hermann von Beckerath, deutscher Cellist (* 1909)
- 18. Juli: Ludwig Gruber, österreichischer Komponist, Sänger, Schriftsteller und Dirigent (* 1874)
- 25. Juli: Hans Felix Husadel, deutscher Komponist und Professor (* 1897)
- 27. Juli: Łucjan Kamieński, polnischer Komponist und Musikwissenschaftler (* 1885)
- 31. Juli: Jim Reeves, Country-Sänger (* 1923)

### August
- 02. August: Marguerite Béclard d’Harcourt, französische Komponistin und Musikethnologin (* 1884)
- 02. August: José María Castro, argentinischer Komponist (* 1892)
- 11. August: Leopold Mannes, US-amerikanischer Pianist, Komponist, Musikpädagoge und Erfinder (* 1899)
- 14. August: Johnny Burnette, US-amerikanischer Rockabilly-Musiker (* 1934)
- 17. August: Fred Barry, kanadischer Schauspieler und Sänger (* 1887)
- 20. August: Gyda Christensen, norwegische Schauspielerin, Tänzerin und Choreografin (* 1872)

### September
- 03. September: Joseph Marx, österreichischer Komponist (* 1882)
- 09. September: Maurice Le Boucher, französischer Komponist, Organist und Musikpädagoge (* 1882)
- 10. September: Ferdinand Andergassen, österreichischer Komponist und Kirchenmusiker (* 1892)
- 17. September: Nicolás Casimiro, dominikanischer Sänger (* 1911)
- 19. September: Levon Madoyan, armenischer Dudukspieler (* 1909)
- 20. September: Lazare Lévy, französischer Pianist, Musikpädagoge und Komponist (* 1882)
- 21. September: Bo Carter, US-amerikanischer Blues-Gitarrist (* 1893)
- 28. September: George Dyson, britischer Komponist (* 1883)

### Oktober
- 01. Oktober: Léon Saint-Réquier, französischer Komponist, Organist und Musikpädagoge (* 1872)
- 01. Oktober: Ernst Toch, deutsch-österreichischer Komponist (* 1887)
- 10. Oktober: Heinrich Neuhaus, ukrainischer Pianist (* 1888)
- 14. Oktober: Horst Platen, deutscher Komponist, Dirigent und Theaterintendant, sowie Sendeleiter des NORAG-Nebensenders Hannover (* 1884)
- 15. Oktober: Cole Porter, US-amerikanischer Komponist und Liedtexter (* 1891)
- 21. Oktober: Andrej Afanassowitsch Babajew, aserbaidschanischer Komponist (* 1923)
- 25. Oktober: Joe Henderson, US-amerikanischer Gospel- und R&B-Sänger (* 1937)
- 27. Oktober: Vicente T. Mendoza, mexikanischer Musikwissenschaftler und Folkloreforscher (* 1894)
- 29. Oktober: Léontine Pauline Aubart, französische Sängerin (* 1887)

### November
- 05. November: Alexander Uriah Boskovitch, israelischer Musikpädagoge und Komponist (* 1907)
- 11. November: Eduard Steuermann, österreichisch-amerikanischer Komponist und Pianist (* 1892)
- 15. November: Luis Emilio Mena, dominikanischer Komponist und Musiker (* 1895)
- 16. November: Albert Hay Malotte, US-amerikanischer Musiker, Komponist (* 1895)
- 24. November: Georges-Émile Tanguay, kanadischer Organist, Komponist und Musikpädagoge (* 1893)

### Dezember
- 08. Dezember: Gladys Willan, kanadische Musikpädagogin und Pianistin (* 1883)
- 11. Dezember: Sam Cooke, US-amerikanischer Sänger (* 1931)
- 11. Dezember: Alma Mahler-Werfel, österreichische Persönlichkeit der Kunst-, Musik- und Literaturszene (* 1879)
- 14. Dezember: Francisco Canaro, uruguayisch-argentinischer Musiker, Arrangeur, Bandleader und Komponist (* 1888)
- 14. Dezember: Rolland-Georges Gingras, kanadischer Organist, Musikkritiker und Komponist (* 1899)
- 27. Dezember: Pierre-Aurèle Asselin, kanadischer Sänger (* 1881)
- 29. Dezember: Miroslav Krejčí, tschechischer Komponist, Musikpädagoge und Hochschullehrer (* 1891)

### Genaues Todesdatum unbekannt
- Walter Hillbring, deutschsprachiger Chansonnier, Schauspieler und Kabarettist (* 1890)